# دودو غيفا
دودو غيفا Dudu Geva (14 مارس 1950 – 15 فبراير2005) رسام كرتون ورسام توضيحي ورسام قصص مصورة إسرائيلي.

## حياته
ولد في القدس. وبدأ مهنة الرسم في عمر السابعة، في صحيفة «هاآرتس شيلانو» اليومية الشبابية. وخلال خدمته العسكرية شارك برسوماته في الصحيفة العسكرية «باهاماني». وبعد الخدمة العسكرية انضم إلى فريق عمل القناة الإسرائيلية الأولى الرسمية كمصمم غرافيك.
نشر رسومات الكاريكاتير والقصص المصورة والمقالات الساخرة في صحف إسرائيلية رئيسية مثل: «هاعولام هازيه» و«هاداشوت» و«هالر» و«كل هالر» و«معاريف» و«هاآرتس».
كما له العديد من رسوم القلم الرصاص والحبر والأكريليك. ونشر العديد من القصص المصورة وشارك في الرسوم التوضيحية في الكثير من كتب الأطفال بالتعاون من كتاب وفناني إسرائيل.
ويتميز أسلوبه بروح الفكاهة وثراء الشخصيات مثل شخصية يوزف والبطة.
مات غيفا في 15 فبراير 2005 بأزمة قلبية. وترك زوجة سابقة وطفلين.